# Abu Bakr Muhammad ibn Jafar Narshakhi
Abu Bakr Muhammad ibn Jafar Narshakhi o Narshakhi (vers 899–959) fou un historiador musulmà de l'època samànida nadiu del poble de Narshak a Bukharà, considerat el primer historiador de l'Àsia central. Va escriure una "Història de Bukharà" en àrab, presentada a l'emir samànida Nuh I ben Nasr vers 943/948. El 1128 el llibre fou traduït al persa amb afegits. De la seva vida personal no se'n sap res però el llibre proporciona important informació sobre Bukharà que no es troba en cap altre lloc.